# Клавихо, Фернандо
Ферна́ндо Каэта́но Клави́хо Седре́с (исп. Fernando Caetano Clavijo Cedrés; 23 января 1957, Мальдонадо — 8 февраля 2019, Форт-Лодердейл, Флорида) — уругвайско-американский футболист и тренер, а также игрок в шоубол и мини-футбол. Также работал техническим директором в футбольном клубе «Даллас».

## Клубная карьера

### Футбол
Клавихо начал свою профессиональную карьеру в возрасте 16 лет в уругвайском клубе «Атенас». Он провёл свои шесть сезонов с «Атенас» на позиции форварда. В 1979 году, Клавихо и его жена переехали в Соединённые Штаты для того, чтобы он стал играть за «Нью-Йорк Аполло» в американской футбольной лиге. «Нью-Йорк Аполло» сменил своё название на «Нью-Йорк Юнайтед» в период между 1979 и 1980 годом. Клавихо затем провел два сезона с «Юнайтед». В 1983 году он переехал в «Голден Бэй Эртквейкс» из Северной американской футбольной лиги. В 1984 году он был включён в команду всех звёзд лиги.

### Шоубол
Клавихо начал играть в шоубол, карьера в котором быстро затмила его футбольную карьеру, в 1981 году с «Нью-Йорк Эрроуз» в Major Indoor Soccer League. Этот шаг также изменил позицию игрока с нападающего на защитника. В 1984 году он переехал в «Сан-Диего Сокерз», где он внёс вклад в выигрыше трёх чемпионатов за четыре года со своей командой. В 1988 году он покинул «Сокерз» и перешёл в «Лос-Анджелес Лейзерс». Последним клубом Клавихо стал «Сент-Луис Сторм», в который он перешёл в 1989 году. В 1992 году он завершил свою карьеру в шоуболе и решил сосредоточиться исключительно на матчах за сборную США. В 2014 он был введён в Зал славы шоубола.

## Карьера в сборной

### Футбол
Его карьера в шоуболе не помешала ему быть вызванным в сборную США, он был впервые вызван 21 ноября 1990 года на товарищеский матч против сборной СССР в Порт-оф-Спейне.
Он сыграл в нескольких турнирах за команду со звёздно-полосатым флагом, таких как Золотой кубок КОНКАКАФ, который команда выиграла в 1991, Кубок короля Фахда 1992 (третье место), Кубок Америки 1993 и Золотой кубок КОНКАКАФ 1993 (второе место).
Но его освящение, как международного игрока, состоялось во время чемпионата мира по футболу 1994 года в США, на который Клавихо был вызван сербским тренером Борой Милутиновичем. Он сыграл три игры из четырёх: в групповом этапе 22 июня 1994 против Колумбии (победа 2:1) и 26 июня против Румынии (поражение 0:1), в 1/8 финала 4 июля против Бразилии (поражение 0:1). Это был его последний матч в карьере. На самом чемпионате он был самым старым игроком в команде, и третьим на турнире после камерунцев Роже Милла и Жозефа-Антуана Белла.

### Мини-футбол
В 1992 году он сыграл за сборную США по мини-футболу в 8 матчах, забив два гола.

## Тренерская карьера
Тренерская карьера Клавихо началась в 1991 году с «Сент-Луис Сторм», где он был играющим тренером. В 1994 году он стал главным тренером команды «Сиэтл Сидогс» Континентальная лига шоубола (CISL). В 1997 году он был признан тренером года CISL, выиграв лигу. Затем он переехал в «Флорида ТандерКэтс» из Национальной профессиональной футбольной лиги. Затем он помогал экс-тренеру сборной США Боре Милутиновичу со сборной Нигерии на чемпионате мира 1998. Он последовал за Борой в MLS, а, помогая ему с «МетроСтарз» в 1999 году, достиг худшего сезона среди всех команд в истории лиги. Он покинул клуб на следующий год, после чего присоединился к «Нью-Инглэнд Революшн», но был уволен в середине сезона 2002 года после плохих результатов.
В 1998 году он также служил в качестве главного тренера сборной США по мини-футболу.
16 октября 2003 года Клавихо был назначен Федерацией футбола Гаити новым тренером национальной сборной Гаити с миссией выести их на чемпионат мира 2006 года. В квалификации на Мундиаль, Гаити преодолел Теркс и Кайкос (5:0, 2:0), а затем уступил сборной Ямайки (1:1, 0:3),. Гаити играл свои домашние матчи в городе Майами (США). После вылета Гаити, 6 октября 2004 года Федерация уволила его.
22 декабря 2004 года «Колорадо Рэпидз» нанял Клавихо в качестве главного тренера команды. Тренер Клавихо ушёл из «Колорадо Рэпидз» 20 августа 2008 года. В 2009 году возглавлял футбольный клуб «Майами». С 2012 по 2018 годы Клавихо служил в качестве технического директора в клубе MLS «Даллас».
Клавихо был введён в Зал славы США по футболу в 2005 году.

## Болезнь и смерть
Клавихо скончался 8 февраля 2019 года в Форт-Лодердейле после пяти лет борьбы с множественной миеломой.

## Достижения
Золотой кубок КОНКАКАФ
- 1991 (чемпион)
- 1993 (второе место)

Кубок конфедераций
- 1992 (третье место)